# James Brolin
James Brolin, pseudonimo di Craig Kenneth Bruderlin (Los Angeles, 18 luglio 1940), è un attore statunitense.

## Biografia
Primo dei quattro figli di Helen Sue Mansur, una casalinga, e Henry Bruderlin, un appaltatore edile, nacque a Los Angeles il 18 luglio 1940. La famiglia si trasferì a Westwood dopo la sua nascita. Interessato ad animali e modellismo, all'età di dieci anni cominciò a costruire modellini di aeroplani e gli fu insegnato a farli volare. 

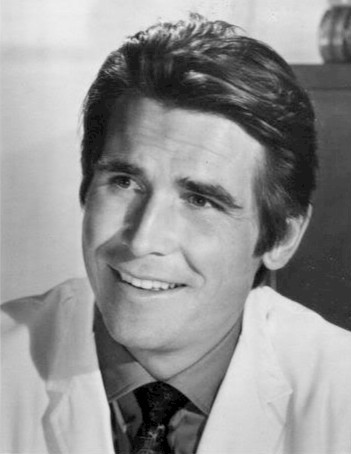
James Brolin nel 1970

Assiduo frequentatore di cinema nell'adolescenza, alla metà degli anni cinquanta, fu particolarmente affascinato dall'attore James Dean e quest'ammirazione lo convinse a diventare attore. Quando i suoi genitori invitarono a cena un regista nella loro casa di famiglia prima di un'audizione, incontrò un altro collega attore e compagno di classe, Ryan O'Neal, con cui si iscrisse alla rinomata University High School di Los Angeles. Inizialmente timido, prese maggior confidenza con la recitazione quando O'Neal lo invitò in un'agenzia di casting. Brolin si diplomò nel 1958 e i suoi famigliari iniziarono ad incoraggiarlo a diventare un attore come O'Neal.
All'età di venti anni ottenne un contratto con la 20th Century Fox e cambiò il suo cognome da Bruderlin a Brolin, diventando così James Brolin. Ottenne anche piccoli ruoli in diversi film, tra i quali Prendila è mia (1963), Erasmo il lentigginoso (1965), Viaggio allucinante (1966). L'anno seguente ottenne il suo primo ruolo importante in Intrigo a Cape Town (1967), che non riscosse un grande successo al botteghino. Alla fine Brolin fu licenziato dalla 20th Century Fox.
Prima di prendere lezioni di recitazione, Brolin iniziò a lavorare come caratterista in un episodio della serie televisiva Bus Stop nel 1961. Questa parte lo portò ad ottenere altri ruoli in produzioni televisive come Avventure in fondo al mare, Margie, Love, American Style, Twelve O'Clock High e The Long, Hot Summer. Fece anche tre apparizioni straordinarie nella popolare serie degli anni sessanta Batman, al fianco di Adam West e Burt Ward, oltre a ruoli in Il virginiano, e Difesa a oltranza insieme ad Arthur Hill e Lee Majors. Ottenne anche un ruolo fisso nella serie televisiva The Monroes, che però ebbe breve durata.
Nel 1968 Brolin si trasferì alla Universal Studios, dove fu scelto come coprotagonista accanto a Robert Young nel popolare medical drama Marcus Welby. La serie fu una delle produzioni televisive di maggior successo di quegli anni. Brolin interpretò il ruolo del dottor Steven Kiley, un giovane medico assistente di un collega più esperto. Nella prima stagione della serie del 1970, Brolin vinse l'Emmy Award per la miglior interpretazione da attore non protagonista e fu successivamente candidato tre ulteriori volte. Ottenne anche tre candidature ai Golden Globe come miglior attore non protagonista, vincendo il premio due volte, nel 1971 e nel 1973.
Brolin ebbe ruoli ricorrenti in altre due serie televisive, quello di Peter McDermott in Hotel (1983-1988), e del tenente colonnello Bill "Raven" Kelly in Pensacola - Squadra speciale Top Gun (1997-2000). Interpretò anche il ruolo del governatore e candidato presidenziale Robert Ritchie in West Wing - Tutti gli uomini del Presidente.

## Vita privata
Nel 1966 sposò Jane Cameron Agee, dalla quale ebbe due figli, l'attore Josh Brolin (nato nel 1968) e Jess (nato nel 1972). La coppia divorziò nel 1984, dopo diciotto anni di matrimonio. L'ex moglie morì a seguito di un incidente stradale nel 1995.
Nel 1986 sposò l'attrice Jan Smithers, dalla quale ebbe una figlia, Molly Elizabeth (nata nel 1987). Nel 1995 la coppia divorziò.
Nel 1996 conobbe la cantante ed attrice Barbra Streisand, che sposò il 1º luglio 1998.

## Filmografia

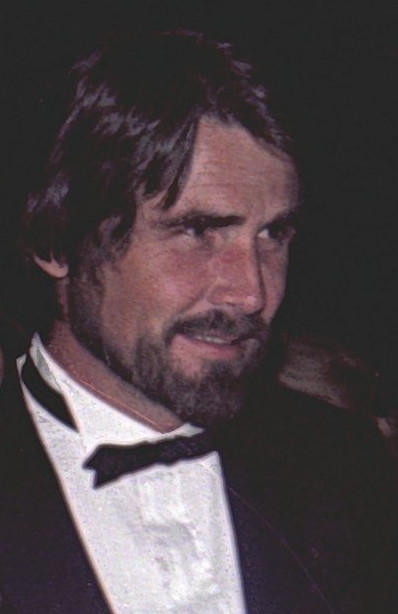
James Brolin nel 1981

### Attore

#### Cinema
- Prendila è mia (Take Her, She's Mine), regia di Henry Koster (1963)
- Ciao, Charlie (Goodbye Charlie), regia di Vincente Minnelli (1964)
- Erasmo il lentigginoso (Dear Brigitte), regia di Henry Koster (1965)
- A braccia aperte (John Goldfarb, Please Come Home), regia di J. Lee Thompson (1965)
- Il colonnello Von Ryan (Von Ryan's Express), regia di Mark Robson (1965)
- Il nostro agente Flint (Our Man Flint), regia di Daniel Mann (1966)
- Viaggio allucinante (Fantastic Voyage), regia di Richard Fleischer (1966)
- Stazione luna (Way... Way Out), regia di Gordon Douglas (1966)
- Intrigo a Cape Town (The Cape Town Affair), regia di Robert D. Webb (1967)
- Lo strangolatore di Boston (The Boston Strangler), regia di Richard Fleischer (1968)
- Il pirata dell'aria (Skyjacked), regia di John Guillermin (1972)
- Il mondo dei robot (Westworld), regia di Michael Crichton (1973)
- Gable e Lombard: un grande amore (Gable and Lombard), regia di Sidney J. Furie (1976)
- La macchina nera (The Car), regia di Elliot Silverstein (1977)
- Capricorn One, regia di Peter Hyams (1978)
- Amityville Horror (The Amityville Horror), regia di Stuart Rosenberg (1979)
- Fort Bronx (Night of the Juggler) (1980)
- Ad alto rischio (High Risk), regia di Stewart Raffill (1981)
- Pee-wee's Big Adventure, regia di Tim Burton (1985)
- Indiziato d'omicidio (Back Stab) (1990)
- Bad Jim (1990)
- High Score (1990)
- Ted and Venus (1991)
- Gemelle (Twin Sisters) (1992)
- Deserto di laramie (Gas, Food Lodging) (1992)
- The Sands of Time, regia di Gary Nelson (1992)
- Paper Hearts (1993)
- Weekend sul lago (We the People) (1994)
- Sotto controllo (Relative Fear) (1994)
- The Visual Bible: Acts (1994)
- Indecent Behavior II (1994)
- Tracce di un assassino (Tracks of a Killer) (1995)
- The Expert, regia di Rick Avery e William Lustig (1995)
- Blood Money (1996)
- The Haunted Sea (1997)
- Flashpoint (My Brother's War), regia di James Brolin (1997)
- Savate (1997)
- El aroma del Copal (1997)
- Goodbye America (Goodbye America) (1997)
- Lewis and Clark and George (1997)
- Traffic, regia di Steven Soderbergh (2000)
- Il maestro cambiafaccia (The Master of Disguise), regia di Perry Andelin Blake (2002)
- Antwone Fisher, regia di Denzel Washington (2002)
- Prova a prendermi (Catch Me If You Can), regia di Steven Spielberg (2002)
- Cose da maschi (A Guy Thing), regia di Chris Koch (2003)
- The Alibi, regia di Matt Checkowski e Kurt Mattila (2006)
- The American Standards (2007)
- The Hunting Party, regia di Richard Shepard (2007)
- Mysterious (2007)
- Oggi è già domani (Last Change Harvey), regia di Joel Hopkins (2008)
- Last Will, regia di Brent Huff (2009)
- La concessionaria più pazza d'America (The Goods: Live Hard, Sell Hard), regia di Neal Brennan (2009)
- Burlesque, regia di Steven Antin (2010) - cameo
- Amore e matrimonio (Love, Wedding, Marriage), regia di Dermot Mulroney (2011)
- Elsa & Fred, regia di Michael Radford (2014)
- Accidental Love, regia di Stephen Greene (2015)
- The 33, regia di Patricia Riggen (2015)
- Le sorelle perfette (Sisters), regia di Jason Moore (2015)

#### Televisione
- Bus Stop – serie TV, episodio 1x03 (1961)
- Follow the Sun – serie TV, episodio 1x03 (1961)
- Margie – serie TV, 1 episodio (1962)
- Avventure in fondo al mare (Voyage to the Bottom of the Sea) – serie TV, 1 episodio (1965)
- Twelve O'Clock High – serie TV, 1 episodio (1965)
- The Long, Hot Summer – serie TV, 1 episodio (1966)
- The Monroes – serie TV, 4 episodi (1966-1967)
- Batman – serie TV, 3 episodi (1966-1967)
- Il virginiano (The Virginian) – serie TV, episodio 7x17 (1969)
- Marcus Welby (Marcus Welby, M.D.) – serie TV, 170 episodi (1969-1976)
- Love, American Style (Love, American Style) – serie TV, 1 episodio (1971)
- Difesa a oltranza (Owen Marshall: Counselor at Law) – serie TV, 1 episodio (1972)
- Short Walk to Daylight – film TV (1972)
- Class of '63 – film TV (1973)
- La pattuglia dei doberman al servizio della legge (Trapped), regia di Frank De Felitta – film TV (1973)
- Cowboy d'acciaio (Steel Cowboy) – film TV (1978)
- The Ambush Murders, regia di Steven Hilliard Stern – film TV (1982)
- Mae West – film TV (1982)
- I ribelli dell'acqua (White Water Rebels) – film TV (1983)
- Hotel – serie TV, 115 episodi (1983-1988)
- Cowboy – film TV (1983)
- Hotel, regia di Mike Figgis – film TV (1983)
- Beverly Hills Cowgirl Blues – film TV (1985)
- Tradimento fatale (Intimate Encounters) – film TV (1986)
- Hold the Dream – film TV (1986)
- Deep Dark Secrets – film TV (1987)
- Finish Line – film TV (1989)
- Voice of the Heart – film TV (1990)
- 13º piano: fermata per l'inferno (Nightmare on the 13th Floor), regia di Walter Grauman – film TV (1990)
- Il segreto del mare (And the Sea Will Tell) – film TV (1991)
- Più grande dell'amore (City Boy) – film TV (1992)
- Visioni dal delitto (Visions of Murder) – film TV (1993)
- Gunsmoke - La lunga cavalcata (Gunsmoke: The Long Ride) – film TV (1993)
- Beyond the Call – film TV (1993)
- Angel Falls – serie TV (1993)
- La legge di Burke (Burke's Law) – serie TV, 1 episodio (1994)
- Parallel Lives – film TV (1994)
- A Perry Mason Mystery: The Case of the Grimacing Governor – film TV (1994)
- Terminal Virus – film TV (1995)
- Pericolo estremo (Extreme) – serie TV (1995)
- Airport '96 - Ostaggi a bordo (Hijacked: Flight 285) – film TV (1996)
- Hart to Hart: Harts in High Season – film TV (1996)
- Terra promessa (Promised Land) – serie TV, 1 episodio (1996)
- I segreti del cuore (To Face Her Past) – film TV (1996)
- California – serie TV (1997)
- Pappa e ciccia (Roseanne) – serie TV, 2 episodi (1997)
- Pensacola - Squadra speciale Top Gun (Pensacola: Wings of Gold) – serie TV, 66 episodi (1997-2000)
- Teneramente insieme (A Marriage of Convenience) – film TV (1998)
- La farfalla insanguinata (To Love, Honor & Betray) – film TV (1999)
- Skyscrapers: Going Up – film TV (2000)
- Il segreto di Fortune (Children of Fortune) – film TV (2000)
- West Wing - Tutti gli uomini del Presidente (The West Wing) – serie TV, episodi 3x21-4x06 (2002)
- The Reagans – miniserie TV (2003)
- La vedova della collina (Widow on the Hill), regia di Peter Svatek – film TV (2005)
- Detective Monk (Monk) – serie TV, episodio 3x14 (2005)
- S.O.S. - La natura si scatena (Category 7: The End of the World), regia di Dick Lowry – film TV (2005)
- Amore in sciopero (Wedding Wars), regia di Jim Fall – film TV (2006)
- Reinventing the Wheelers – film TV (2007)
- I predatori della città perduta (Lost City Raiders), regia di Jean de Segonzac – film TV (2008)
- Law & Order - Unità vittime speciali (Law & Order: Special Victims Unit) – serie TV, episodio 10x04 (2008)
- Psych – serie TV, episodio 4x03 (2009)
- Community – serie TV, episodio 4x05 (2013)
- Castle – serie TV, episodi 5x16-6x12 (2013-2014)
- Life in Pieces – serie TV, 79 episodi (2015-2019)
- Il trono di cuori (Royal Hearts), regia di James Brolin – film TV (2018)
- Sweet Tooth – serie TV (2021) - narratore

### Doppiatore
- Lightyear - La vera storia di Buzz (Lightyear), regia di Angus MacLane (2022)

## Riconoscimenti
- Golden Globe
  - 1971 – Miglior attore non protagonista in una serie per Marcus Welby
  - 1972 – Candidatura al miglior attore non protagonista in una serie per Marcus Welby
  - 1973 – Miglior attore non protagonista in una serie per Marcus Welby
  - 1984 – Candidatura al miglior attore in una serie drammatica per Hotel
  - 1985 – Candidatura al miglior attore in una serie drammatica per Hotel
  - 2004 – Candidatura al miglior attore in una mini-serie o film per la televisione per The Reagans

- Hollywood Walk of Fame
  - 1998 – Stella al 7030 di Hollywood Boulevard

- Premio Emmy
  - 1970 – Miglior attore non protagonista in una serie drammatica' per Marcus Welby
  - 1971 – Candidatura al miglior attore non protagonista in una serie drammatica per Marcus Welby
  - 1972 – Candidatura al miglior attore non protagonista in una serie drammatica per Marcus Welby
  - 1973 – Candidatura al miglior attore non protagonista in una serie drammatica per Marcus Welby
  - 2004 – Candidatura al miglior attore in una miniserie o film per la televisione per The Reagans

- Screen Actors Guild Award
  - 2001 – Miglior cast per Traffic

- Taormina Film Fest
  - 2001 – Candidatura alla Mela d'oro per il miglior attore per Traffic

- TP de Oro
  - 1973 – Candidatura al miglior attore straniero per Marcus Welby, M.D.

## Doppiatori italiani
Nelle versioni in italiano dei suoi film, James Brolin è stato doppiato da:
- Gino La Monica in Pee-wee's Big Adventure, Lost City Raiders - I predatori della città perduta, La vedova della collina, Life in Pieces, Le sorelle perfette, Sweet Tooth
- Emilio Cappuccio in Medellin, 13º piano: fermata per l'inferno, Monk
- Pino Colizzi ne Il mondo dei robot, Capricorn One
- Paolo Poiret in Hotel, Pensacola - Squadra speciale Top Gun
- Romano Malaspina in Tracce di un assassino, Perry Mason
- Michele Kalamera in West Wing - Tutti gli uomini del presidente, Cose da maschi
- Michele Gammino ne Il maestro cambiafaccia e in Elsa & Fred
- Gianni Giuliano in Quando chiama il cuore, Il trono di cuori
- Saverio Indrio ne La macchina nera (ridoppiaggio), The Hunting Party
- Antonio Colonnello ne La macchina nera
- Pietro Biondi ne La farfalla insanguinata
- Massimo Foschi in Viaggio allucinante
- Saverio Moriones in Alto rischio
- Giorgio Bandiera in Amityville Horror
- Sandro Iovino in Traffic
- Sergio Di Stefano ne Il segreto del mare
- Luciano De Ambrosis in Law & Order - Unità vittime speciali
- Stefano Mondini in Prova a prendermi
- Pieraldo Ferrante ne Il segreto di Fortune
- Roberto Draghetti in The Alibi
- Luciano Melani ne Il pirata dell'aria
- Paolo Marchese in Oggi è già domani
- Angelo Nicotra in S.O.S.: La natura si scatena
- Bruno Alessandro ne La concessionaria più pazza d'America
- Claudio Fattoretto in Burlesque
- Dario Penne in Accidental love
- Stefano De Sando in Psych
- Elio Zamuto in Castle
- Giorgio Locuratolo in Un cucciolo per Natale
- Raffaele Farina in Community
- Giovanni Petrucci in Amore e matrimonio
- Mario Cordova in The 33
- Francesco Prando in Spielberg[2]

Da doppiatore è sostituito da:
- Michele Gammino in Lightyear - La vera storia di Buzz